# Sticta carolinensis
Sticta carolinensis är en lavart som beskrevs av T. McDonald. Sticta carolinensis ingår i släktet Sticta och familjen Lobariaceae.   Inga underarter finns listade i Catalogue of Life.